# Nimnim Lake
Nimnim Lake är en sjö i Kanada.   Den ligger i provinsen British Columbia, i den sydvästra delen av landet, 3 700 km väster om huvudstaden Ottawa. Nimnim Lake ligger 474 meter över havet. Arean är 0,43 kvadratkilometer. Den sträcker sig 1,7 kilometer i nord-sydlig riktning, och 1,3 kilometer i öst-västlig riktning.
I omgivningarna runt Nimnim Lake växer i huvudsak barrskog. Runt Nimnim Lake är det mycket glesbefolkat, med 3 invånare per kvadratkilometer.